# Aleocharinae
Sous-famille
Synonymes
Aleocharidae Fleming, 1821
Les Aleocharinae sont une sous-famille de coléoptères de la famille des Staphylinidae.

## Tribus
Actocharini –
Aenictoteratini –
Akatastopsisini –
Aleocharini –
Antillusini –
Athetini –
Australestesini –
Autaliini –
Bolitocharini –
Boreocyphini –
Cordobanini –
Corotocini –
Crematoxenini –
Cryptonotopsisini –
Deremini –
Diestotini –
Diglottini –
Digrammini –
Dorylogastrini –
Dorylomimini –
Dorylophilini –
Drepanoxenini –
Ecitogastrini –
Eusteniamorphini –
Falagriini –
Feldini –
Geostibini –
Gymnusini –
Himalusini –
Homalotini –
Hoplandriini –
Hygronomini –
Hypocyphtini –
Leucocraspedini –
Liparocephalini –
Lomechusini –
Masuriini –
Mesoporini –
Mimanommatini –
Mimecitini –
Oxypodini –
Paglini –
Paradoxenusini –
Philotermitini –
Phyllodinardini –
Phytosini –
Placusini –
Pronomaeini –
Pseudoperinthini –
Pygostenini –
Sahlbergiini –
Sceptobiini –
Sinanarchusini –
Skatitoxenini –
Tachyusini –
Taxicerini –
Termitodiscini –
Termitohospitini –
Termitonannini –
Termitopaediini –
Termitusini –
Thamiaraeini –
Trichopseniini –
Trilobitideini